# Axel e Eigil Axgil
Axel Axgil (3 de abril de 1915 – 29 de outubro de 2011) e Eigil Axgil (24 de abril de 1922 – 22 de setembro de 1995) foram ativistas dinamarqueses e por longa data um casal. Eles foram o primeiro casal gay do mundo a realizar uma parceria civil registrada; isto deu-se logo após a legalização oficial de parcerias de casais do mesmo sexo na Dinamarca em 1989, um momento pioneiro e distinto na história da humanidade. Eles adotaram um sobrenome criado da composição de partes de seus nomes de nascimento como expressão de seu compromisso vitalício mútuo.

## Biografia
Axel, que tinha como nome de registro de nascimento Axel Lundahl-Madsen, e Eigil, chamado desde seu nascimento Eigil Eskildsen, inspirados pelas Declaração Universal dos Direitos Humanos (de 1948), juntamente com outras pessoas solidárias, fundaram F-48 ou Forbundet af 1948 (A Associação de 1948), a primeira organização de direitos gays da Dinamarca. Em 1951, F-48 tinha em seu rol de pessoas associadas um total de 1.339, com ramos na Suécia e na Noruega. Em 1985, F-48 transformou-se na Associação Dinamarquesa Nacional de Gays e Lésbicas, Fundada em 1948 ou LBL (Landsforeningen for Bøsser og Lesbiske, Forbundet af 1948 or LBL). O casal lançou a revista Vennen (podendo ser traduzido como: a amizade, o amigo, ...).
Em 1989, a Dinamarca se tornou a primeira nação do mundo a reconhecer parcerias domésticas compostas por casais de pessoas do mesmo sexo. No primeiro dia de outubro de 1989, o casal Axgil e mais dez outras parcerias foram casados por Tom Ahlberg, o prefeito da cidade de Copenhagen, nas dependências da prefeitura da cidade, acompanhados pela mídia mundial. O casal Axgils passou 40 anos de suas vidas juntos.

## Falecimento
Eigil Axgil morreu no dia 22 de setembro de 1995 com 73 anos de idade.
Axel Axgil morreu no dia 29 de outubro de 2011, aos 96 anos de idade.